# Република Македонија на Светском првенству у атлетици у дворани 2018.
Македонија је учествовала на 17. 17. Светском првенству у атлетици у дворани 2018. одржаном у Бирмингему од 1. до 4. марта. Репрезентацију Македоније на њеном шестом учествовању на светским првенствима у дворани представљао је један атлетичар који се такмичио у трци на 1.500 метара.
На овом првенству такмичар Македоније није освојиу ниједну медаљу али је оборио лични рекорд.

## Учесници
Мушкарци:
- Дарио Ивановски — 1.500 м

## Резултати

### Мушкарци
| Атлетичар       | Дисциплина | Лични рекорд | Квалификације | Квалификације | Финале               | Финале       | Детаљи |
| Атлетичар       | Дисциплина | Лични рекорд | Резултат      | Место         | Резултат             | Место        | Детаљи |
| --------------- | ---------- | ------------ | ------------- | ------------- | -------------------- | ------------ | ------ |
| Дарио Ивановски | 1.500 м    | 3:52,59      | 3:51,83 ЛР    | 6. у гр. 1    | Није се квалификовао | 17 / 19 (24) |        |